# 那珂湊市
那珂湊市（日语：／ Nakaminato shi */?）是位于茨城縣縣央地区的一市。1994年11月1日，與勝田市合併為常陸那珂市。

## 沿革
- 1889年4月1日 - 町村制施行，那珂郡湊町成立。
- 1913年12月25日 - 茨城交通湊線的那珂湊車站開業。
- 1938年4月1日 - 湊町更名為町名那珂湊町。
- 1954年3月30日 - 前渡村的一部份編入（餘下部分編入勝田町）。
- 1954年3月31日 -平磯町編入那珂湊町、市制施行。
- 1994年11月1日 –與勝田市合併為常陸那珂市。